# Parafia Podwyższenia Krzyża Świętego w Platerowie
Parafia pw. Podwyższenia Krzyża Świętego w Platerowie – rzymskokatolicka parafia należąca do  dekanatu Sarnaki, diecezji drohiczyńskiej, metropolii białostockiej. Siedziba parafii mieści się przy ulicy Kościelnej, pod numerem 10. Parafię prowadzą księża diecezjalni.

## Zasięg parafii
Do parafii należą wierni z następujących miejscowości: Kisielew, Nowodomki, Ostromęczyn-Kolonia i Platerów.

## Historia
Platerowo znajdowało się w granicach parafii św. Wojciecha w Górkach i dopiero w roku 1934 mieszkańcy Platerowa rozpoczęli budowę drewnianej kaplicy. 1 maja 1936 kaplica uzyskała status filii duszpasterskiej. Samodzielną parafię erygował bp siedlecki Ignacy Świrski 1 listopada 1947 roku.